# Президентбанк
Коммерческий банк Туркменистана «Президе́нтба́нк» (туркм. Türkmenistanyň "Prezidentbank" Täjirçilik banky; КБТ «Президентбанк») — коммерческий банк в Туркменистане. Штаб-квартира — в Ашхабаде.

## История
В целях повышения благосостояния народа в XXI веке — «золотом веке» Туркменистана, реализации исторических решений IX совместного совещания Совета старейшин, Халк маслахаты и общенационального движения «Галкыныш» постановлением Президента Туркменистана Великого Сапармурата Туркменбаши от 31 января 2000 года за № 4549 образован коммерческий банк Туркменистана «Президентбанк».

## Деятельность
Банк призван проводить политику государства и Президента Туркменистана в области кредитования частных производителей занимающихся экспортом и импортозамещением и организует свою деятельность на коммерческой основе. В целях создания условий гражданам Туркменистана для получения квартир в новых построенных домах повышенной комфортности и улучшенной планировки в соответствии с постановлениями Президента Туркменистана и Гражданским кодексом Туркменистана Сапармурата Туркменбаши и иными нормативными актами Туркменистана Банк осуществляет выдачу ипотечного кредита заемщикам.